# Direktkolorierung
Die Technik der Direktkolorierung hat seit den 70er-Jahren die Comics revolutioniert. Traditionelle Comics sind als Strichzeichnungen aufgebaut, an denen oftmals drei Künstler beteiligt sind (Vorzeichner, Tuscher, Kolorierer). Dabei führt der Kolorierer seine Arbeit auf einer Fotokopie der Tuschezeichnung aus. Anschließend wird diese farbige Kopie fotomechanisch auf Klarsichtfolie (Film, Cell) übertragen. Für den endgültigen Comicdruck werden  Farbfolie, Tuscheumrissfolie und Textblasenfolie übereinandergelegt und passgenau reproduziert.
Bei der Direktkolorierung setzt der Zeichner jedoch die Farben direkt auf das Original der Tuschezeichnung (Zeichenkarton). Dies hat den Nachteil, dass die Tusche der Konturlinien teilweise von der Farbe überdeckt wird (Lasurbildung), weshalb der Künstler die Linien  abschließend nachbessern muss. (Hat er jedoch vor der Kolorierung eine Cell-folie der Tuschezeichnung angefertigt, kann er diese später zusätzlich über das direktkolorierte Original legen.) Der Vorteil dieser Arbeitsweise liegt in der größeren farblichen und graphischen Brillanz des fertigen Druckerzeugnisses. Da dieses Verfahren ungleich aufwändiger ist als ein Einfärben von Schwarzweiß-Zeichnungen, eignet es sich nicht für die Massenproduktion von Comic-Heften, sondern findet sich vielmehr in künstlerisch angelegten Alben, die vor allem im französisch-belgischen Raum in relativ hohen Auflagen veröffentlicht werden.
Künstler, die die Direktkolorierung geprägt haben, sind unter anderem:
- Enki Bilal
- Jean Giraud alias Moebius
- Jacques de Loustal alias Loustal
- François Schuiten

Wird bei der Direktkolorierung auf schwarze Konturlinien verzichtet, entsteht der fließende Übergang zum Gemälde, d. h. zum gemalten Comic. Als Vorreiter gelten hier Richard Corben und Vicente Segrelles.
Als Sonderform der Direktkolorierung gelten auch Schwarzweiß-Produktionen, in denen die einzelnen Bilder als Gemälde mit räumlicher Tiefe angelegt werden.